# Tetragnatha kikokiko
Tetragnatha kikokiko este o specie de păianjeni din genul Tetragnatha, familia Tetragnathidae, descrisă de John Wynn Gillespie în anul 2002. Conform Catalogue of Life specia Tetragnatha kikokiko nu are subspecii cunoscute.